# Ризалити, Ренато
Ренато Ризалити (Renato Risaliti; 20 мая 1935, Альяна, Тоскана — 16 сентября 2020, Пистоя, Тоскана) — итальянский историк, исследователь советской и российской истории, литературы, общественной и политической жизни, культуры. Его называют одной из ведущих фигур в итальянской русистике.
Ординарный профессор по истории Восточной Европы при факультете литературы и философии Флорентийского университета, также являлся профессором русской литературы в Пизанском университете.

## Биография
Отец Альфредо — рабочий крестьянского происхождения, участник Первой мировой войны, был дважды ранен. Демобилизовавшись в 1919 году, женился на Брунетте Бьяджони. Из их пятерых детей до взрослого возраста выживут лишь трое сыновей, Ренато был младшим из них.
После средней школы учился в профессиональной — и получил диплом бухгалтера.
Из организации Католическое действие перешел в ряды коммунистической молодежи; стал активным функционером Итальянской коммунистической партии, в этом качестве также в 1975—1980 гг. будет мэром родного города. Возглавлял отделение общества «Италия — СССР».
Но прежде в возрасте 21-го года по «комсомольской линии» поехал в СССР и жил там с 1956 по 1961 год, учился на историческом факультете Московского университета и окончил его, специализировался по Германии; по возвращении на родину стал работать журналистом.
Успел поработать и в ГДР, после чего окончил филологический факультет Восточного университета в Неаполе, с 1966 работал доцентом, затем профессором по русской литературе в университете Пизы.
С 1969 г. профессор истории Восточной Европы в университете Флоренции. Часто возвращался в СССР и Россию. Был знаком с академиками Б. А. Рыбаковым, Л. В. Черепниным, И. Д. Ковальченко, а также с Н. Е. Застенкером, В. В. Самаркиным. С аспирантских лет дружил с Нэллой Павловной Комоловой. Одно время дружил с Витторио Страдой.
Путешественник. Собрал библиотеку из более чем двадцати тысяч томов книг по истории и литературе России.
Некролог Ризалити дала общенациональная газета Repubblica. Автор книги «История России: от истоков до девятнадцатого века». В 1967 году вышла его первая большая книга — о Салтыкове-Щедрине (данная монография вышла в Пизе). Также выпустил книги о Некрасове, Пушкине, Булгакове (Пиза, 1972). Нелли Комолова написала введение к его книге «Русская Тоскана» (СПб.: Алетейя, 2012).